# Liste der schottischen Fußballmeister
Liste der Gewinner der schottischen Fußballmeisterschaft:

## Sortiert nach Anzahl der Meisterschaften
| Rang | Verein              | Titel |
| ---- | ------------------- | ----- |
| 1    | Glasgow Rangers     | 055   |
| 1    | Celtic Glasgow      | 055   |
| 3    | FC Aberdeen         | 04    |
| 3    | Heart of Midlothian | 04    |
| 3    | Hibernian Edinburgh | 04    |
| 6    | FC Dumbarton        | 02    |
| 7    | FC Dundee           | 01    |
| 7    | Dundee United       | 01    |
| 7    | FC Kilmarnock       | 01    |
| 7    | FC Motherwell       | 01    |
| 7    | Third Lanark        | 01    |

## Rekordmeister der jeweiligen Zeit
- 1891–1892 FC Dumbarton und Glasgow Rangers (je 1 Titel)
- 1892–1894 FC Dumbarton (2 Titel)
- 1894–1896 FC Dumbarton und Celtic Glasgow (je 2 Titel)
- 1896–1901 Celtic Glasgow (3 bis 4 Titel)
- 1901–1902 Celtic Glasgow und Glasgow Rangers (je 4 Titel)
- 1902–1905 Glasgow Rangers (5 Titel)
- 1905–1906 Glasgow Rangers und Celtic Glasgow (je 5 Titel)
- 1906–1929 Celtic Glasgow (6 bis 17 Titel)
- 1929–1930 Celtic Glasgow und Glasgow Rangers (je 17 Titel)
- 1930–2025 Glasgow Rangers (18 bis 55 Titel)
- seit 2025 Glasgow Rangers und Celtic Glasgow (55 Titel)

## Sortiert nach Meisterschaftsjahr

### 1891–1893: Scottish Football League
- 1891 FC Dumbarton und Glasgow Rangers
- 1892 FC Dumbarton (2)
- 1893 Celtic Glasgow

### 1894–1975: Scottish Division One
- 1894 Celtic Glasgow (2)
- 1895 Heart of Midlothian
- 1896 Celtic Glasgow (3)
- 1897 Heart of Midlothian (2)
- 1898 Celtic Glasgow (4)
- 1899 Glasgow Rangers (2)
- 1900 Glasgow Rangers (3)
- 1901 Glasgow Rangers (4)
- 1902 Glasgow Rangers (5)
- 1903 Hibernian Edinburgh
- 1904 Third Lanark
- 1905 Celtic Glasgow (5)
- 1906 Celtic Glasgow (6)
- 1907 Celtic Glasgow (7)
- 1908 Celtic Glasgow (8)
- 1909 Celtic Glasgow (9)
- 1910 Celtic Glasgow (10)
- 1911 Glasgow Rangers (6)
- 1912 Glasgow Rangers (7)
- 1913 Glasgow Rangers (8)
- 1914 Celtic Glasgow (11)
- 1915 Celtic Glasgow (12)
- 1916 Celtic Glasgow (13)
- 1917 Celtic Glasgow (14)
- 1918 Glasgow Rangers (9)
- 1919 Celtic Glasgow (15)
- 1920 Glasgow Rangers (10)
- 1921 Glasgow Rangers (11)
- 1922 Celtic Glasgow (16)
- 1923 Glasgow Rangers (12)
- 1924 Glasgow Rangers (13)
- 1925 Glasgow Rangers (14)
- 1926 Celtic Glasgow (17)
- 1927 Glasgow Rangers (15)
- 1928 Glasgow Rangers (16)
- 1929 Glasgow Rangers (17)
- 1930 Glasgow Rangers (18)
- 1931 Glasgow Rangers (19)
- 1932 FC Motherwell
- 1933 Glasgow Rangers (20)
- 1934 Glasgow Rangers (21)
- 1935 Glasgow Rangers (22)
- 1936 Celtic Glasgow (18)
- 1937 Glasgow Rangers (23)
- 1938 Celtic Glasgow (19)
- 1939 Glasgow Rangers (24)

Wegen des Zweiten Weltkriegs wurde 1940–1946 keine Meisterschaft ausgespielt.
- 1947 Glasgow Rangers (25)
- 1948 Hibernian Edinburgh (2)
- 1949 Glasgow Rangers (26)
- 1950 Glasgow Rangers (27)
- 1951 Hibernian Edinburgh (3)
- 1952 Hibernian Edinburgh (4)
- 1953 Glasgow Rangers (28)
- 1954 Celtic Glasgow (20)
- 1955 FC Aberdeen
- 1956 Glasgow Rangers (29)
- 1957 Glasgow Rangers (30)
- 1958 Heart of Midlothian (3)
- 1959 Glasgow Rangers (31)
- 1960 Heart of Midlothian (4)
- 1961 Glasgow Rangers (32)
- 1962 FC Dundee
- 1963 Glasgow Rangers (33)
- 1964 Glasgow Rangers (34)
- 1965 FC Kilmarnock
- 1966 Celtic Glasgow (21)
- 1967 Celtic Glasgow (22)
- 1968 Celtic Glasgow (23)
- 1969 Celtic Glasgow (24)
- 1970 Celtic Glasgow (25)
- 1971 Celtic Glasgow (26)
- 1972 Celtic Glasgow (27)
- 1973 Celtic Glasgow (28)
- 1974 Celtic Glasgow (29)
- 1975 Glasgow Rangers (35)

### 1976–1998: Scottish Premier Division
- 1976 Glasgow Rangers (36)
- 1977 Celtic Glasgow (30)
- 1978 Glasgow Rangers (37)
- 1979 Celtic Glasgow (31)
- 1980 FC Aberdeen (2)
- 1981 Celtic Glasgow (32)
- 1982 Celtic Glasgow (33)
- 1983 Dundee United
- 1984 FC Aberdeen (3)
- 1985 FC Aberdeen (4)
- 1986 Celtic Glasgow (34)
- 1987 Glasgow Rangers (38)
- 1988 Celtic Glasgow (35)
- 1989 Glasgow Rangers (39)
- 1990 Glasgow Rangers (40)
- 1991 Glasgow Rangers (41)
- 1992 Glasgow Rangers (42)
- 1993 Glasgow Rangers (43)
- 1994 Glasgow Rangers (44)
- 1995 Glasgow Rangers (45)
- 1996 Glasgow Rangers (46)
- 1997 Glasgow Rangers (47)
- 1998 Celtic Glasgow (36)

### 1999–2013: Scottish Premier League
- 1999 Glasgow Rangers (48)
- 2000 Glasgow Rangers (49)
- 2001 Celtic Glasgow (37)
- 2002 Celtic Glasgow (38)
- 2003 Glasgow Rangers (50)
- 2004 Celtic Glasgow (39)
- 2005 Glasgow Rangers (51)
- 2006 Celtic Glasgow (40)
- 2007 Celtic Glasgow (41)
- 2008 Celtic Glasgow (42)
- 2009 Glasgow Rangers (52)
- 2010 Glasgow Rangers (53)
- 2011 Glasgow Rangers (54)
- 2012 Celtic Glasgow (43)
- 2013 Celtic Glasgow (44)

### Seit 2014: Scottish Premiership
- 2014 Celtic Glasgow (45)
- 2015 Celtic Glasgow (46)
- 2016 Celtic Glasgow (47)
- 2017 Celtic Glasgow (48)
- 2018 Celtic Glasgow (49)
- 2019 Celtic Glasgow (50)
- 2020 Celtic Glasgow (51) (Die Saison 2019/20 wurde aufgrund der COVID-19-Pandemie abgebrochen und der Tabellenführer Celtic Glasgow zum Meister erklärt)
- 2021 Glasgow Rangers (55)
- 2022 Celtic Glasgow (52)
- 2023 Celtic Glasgow (53)
- 2024 Celtic Glasgow (54)
- 2025 Celtic Glasgow (55)